# 九如三山國王廟
22°43′51″N 120°29′05″E / 22.730824°N 120.484763°E
九如三山國王廟，又稱九塊厝三山國王廟，是位於臺灣屏東縣九如鄉九明村的三山國王廟，以跨越閩客族群、連結九如鄉與麟洛鄉、長治鄉三地的傳說「九如大王爺娶麟洛徐氏女」與習俗聞名。

## 沿革
此廟是在1778年完竣，廟內正殿有懸掛寫「乾隆戊戍年葭月穀旦」、「眾庄弟子仝敬立」的「威震海東」橫匾。《鳳山縣采訪冊》也載：「三山國王廟，一在九塊厝莊，縣東北三十里，屋十一間，乾隆四十三年陳慶祥募建 。」
同治五年（1866年）在現址完建，1920年代末期此廟再度重修。從同治五年到1984年之間歷過三次修建，廟內已換成鋼樑、磁磚、水泥柱。建築為三殿二廂房，屋頂為三川脊，曾獲選文建會歷史建築百景徵選第三十一名。風格融合潮州、泉州，其斗拱裝飾精美，牌樓面上橫眉木雕以《三國演義》及《隋唐演義》為題材，拜亭屋架有獅斗座、二儀四象與河圖洛書彩繪，推測應為廣東潮州師傅來台所建。斗拱、木雕、石刻及剪黏都是名匠佳作，其中前殿青斗石豆型香爐，為嘉慶丁卯年之物。還存放乾隆年間的禁止攤販入侵碑、潘麗水的門神作品等。
九二一大地震時此廟受損嚴重，建築師評估要維護需新台幣三千多萬元，安全年限只有十三年，不符投資報酬率。2000年，信徒大會決議拆廟，而第三、四屆管理委員都決定重建。
屏東縣政府於2003年2月，接獲地方提出指定古蹟的申請。被指定古蹟之初，贊成與反對兩派激烈攻防。地方的九如文化促進會主張登錄為歷史建築並依古法修復保存，不過廟方主張拆除重建，而此為該廟主任委員蔡順和選主委時的政見，對此文化局以「暫不拆建新廟，也不指定為歷史建築」調停，改由該擇日擲筊決定。
廟方在2004年4月27日的擲筊結果為改建，舉行儀式時有文史團體前往抗議。屏東縣政府則依古蹟審查程序於同年5月27日公告此廟公告為縣定古蹟，廟方得知後在同年6月由時任主委的蔡順和帶隊至縣府抗議。蔡順和後來表示九如三山國王信徒有一千五百多人，有九百多人同意重建，只有七十多人支持保存。指定為古蹟後，政府未能展開修復工程，2006年恆春地震，此廟燕尾斷落、主殿樑柱坍塌，古蹟毀損更加嚴重。

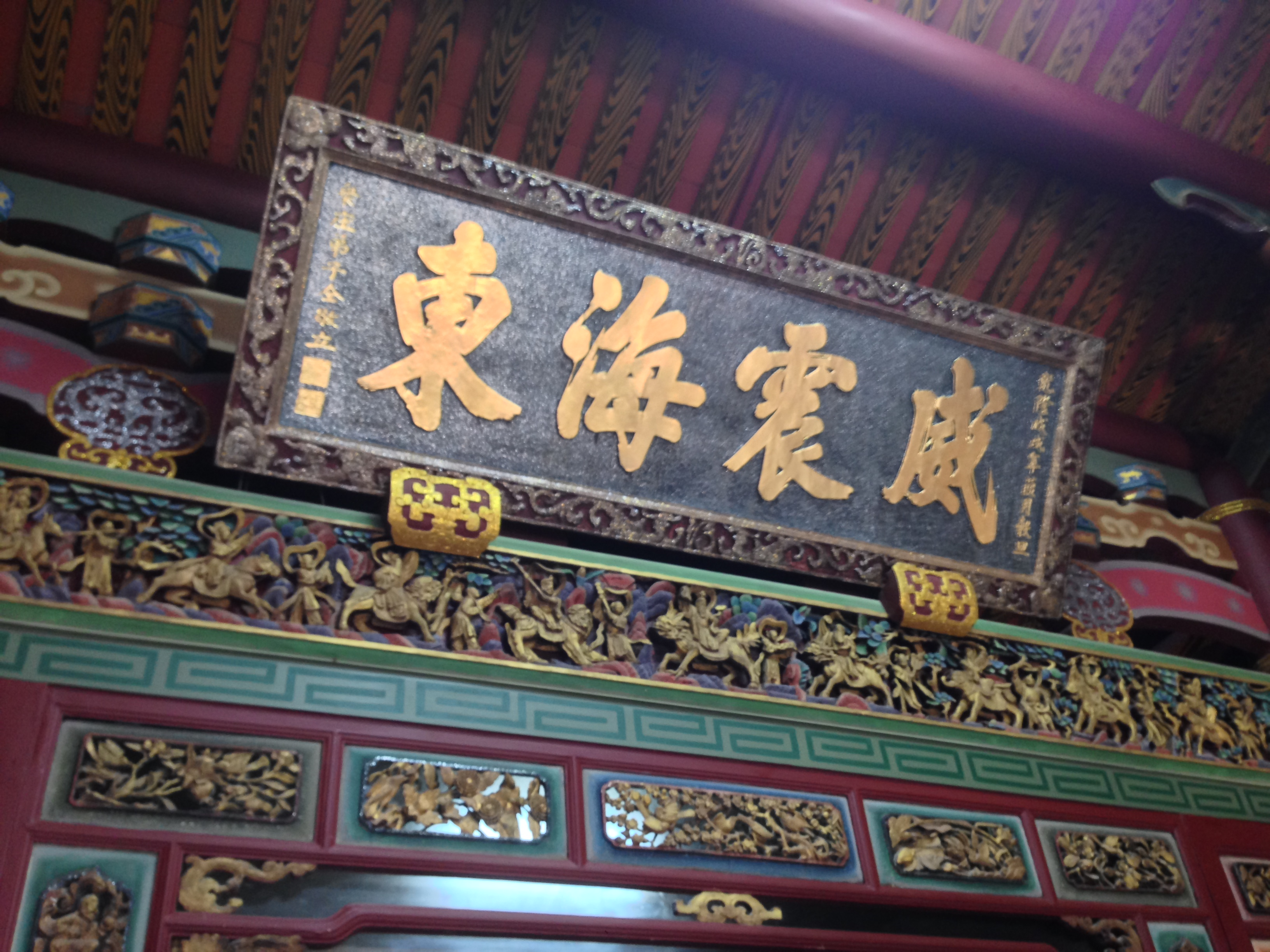
威震海東匾額
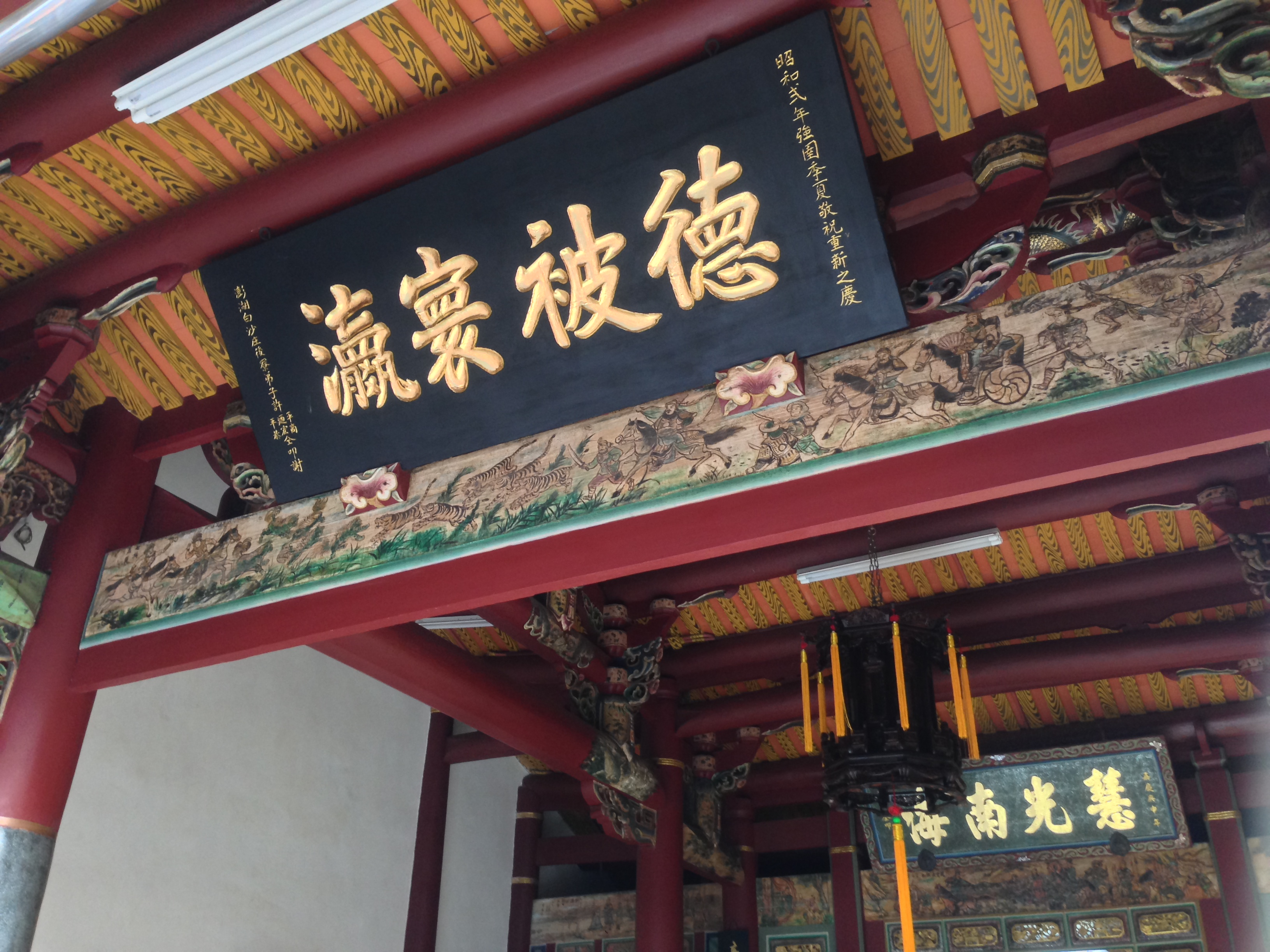
德被寰瀛匾額
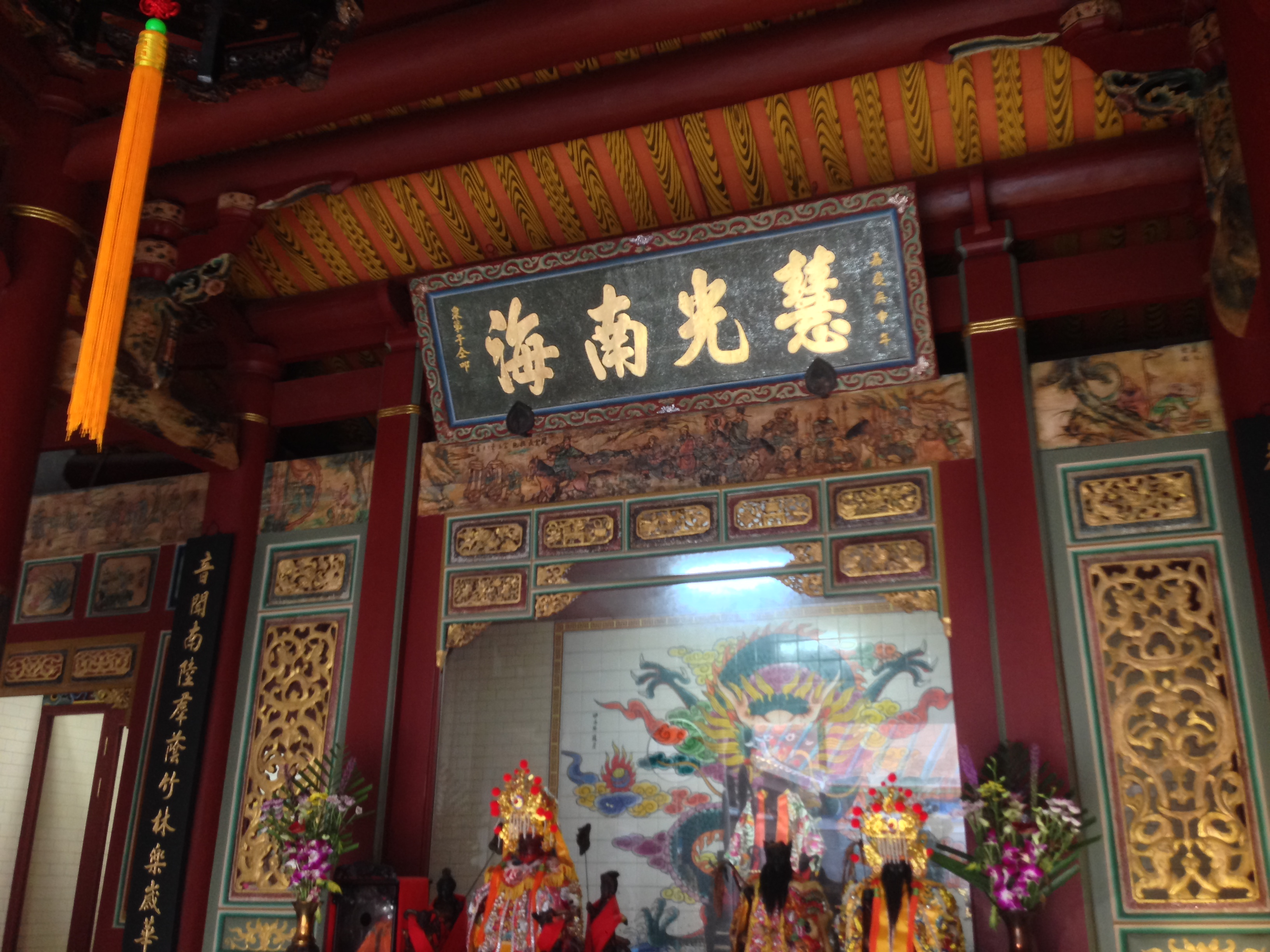
慧光南海匾額
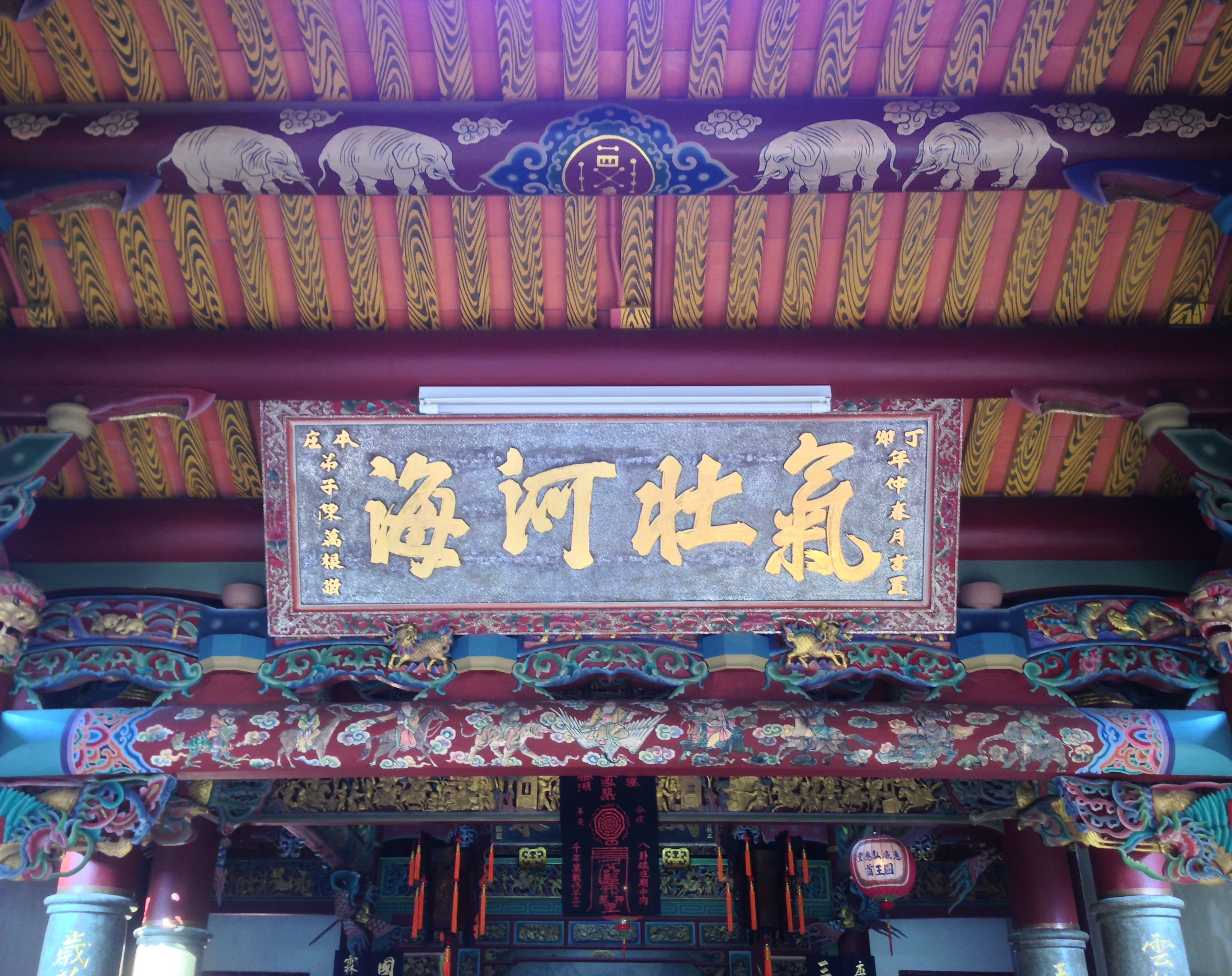
氣壯河海匾額

2010年，六百多位九如鄉民連署，要求政府編列預算整修古蹟，廟方卻不接受也不承認列入古蹟。
2011年3月，屏東又發生規模4.8地震，此廟左側三川殿及屋脊受損嚴重。上樑部分坍塌危及信眾安全，縣議員尤慶賀抨擊2012年度全縣古蹟共編列四千多萬元經費，三山國王廟卻分配為零，將對文化處長徐芬春提出不適任案。徐芬春則回應文化處已經向文建會提案爭取維修經費。
2012年4月，文化處與管理委員會多次溝通無效後，依文化資產保存法進行緊急加固工程。開工當日，屏東縣長曹啟鴻、民政處長鄭文華及文化處長徐芬春到場，管理委員會多數人到齊，但無人參加與相關祭祀及執槌過程，並有人抗議遞交陳情書。廟方表示於廟後方的納骨塔，比此廟高，所以非改建不可，以及改建是三爺公用擲筊的指示。
2013年2月28日，該廟召開信徒大會時，與會信徒推翻現行選舉制度，決定用擲筊以神意來選出管理委員，同年4月改由黃文章擔任主委。
文化處直到2013年終與地方取得共識，由縣府向文化部爭取約三千多萬經費進行修復工程，得以修復古蹟，原供奉廟內的三山國王神像移置組合屋。本預計於2014年8月完工，但中間包商倒閉，重新招標，工期延宕7月。
2015年，此廟依古禮進行上樑儀式，邀請屏東縣長潘孟安擔任主祭官。2016年10月14日竣工。

## 祭祀
在清末地方志中，屏東平原總計有十座三山國王廟，而其中乾隆年間建立最早的兩座，均留下了神明娶附近客家女為妻的傳說，其中之一便為此廟，另一座乃位於潮州鎮的四春三山國王廟。
傳說台灣清治時期的嘉慶年間，麟洛庄的客家女徐秀桃（另一說名為徐玉妹），在北柵老水埤圳時在溪邊洗服，遇到此廟三山國王出巡繞境。她望見有一名騎白馬、相貌美挺的男子經過，內心愛慕，但別人看不到該男。然後，她撿到飄來一個內有金釵的木盒，不久便去世。人們認為是三山國王中的大王爺娶她為妻，遂將她稱為「王爺奶奶」來祭拜。
當地徐家表示去世的徐秀妹身體放置在金甕，後來埋在祖祠後方供信徒上香，特別是新春時香火更盛。
每年的正月初二，麟洛人都會到九如將大王爺和王爺奶奶迎回娘家麟洛，用折成長條狀鈔票再繫上繩子綁成花朵形狀的「結衫帶」贈與王爺奶奶，代表著客家人的祝福。因還傳說當時由長治鄉的三座屋國王宫二王爺所作媒，因此王爺奶奶回娘家當日，也會遶境長治的國王宮。到了正月十五，九如人則會至麟洛迎回，先到鄭成功廟上香，再回王爺奶奶的娘家東海堂祭拜祖先。他們還在九如遶境迎男孫燈，一直到正月十六。
在二月廿五，鄭成功廟附近東海堂的徐家子孫都會至九塊厝向王爺公祝壽。

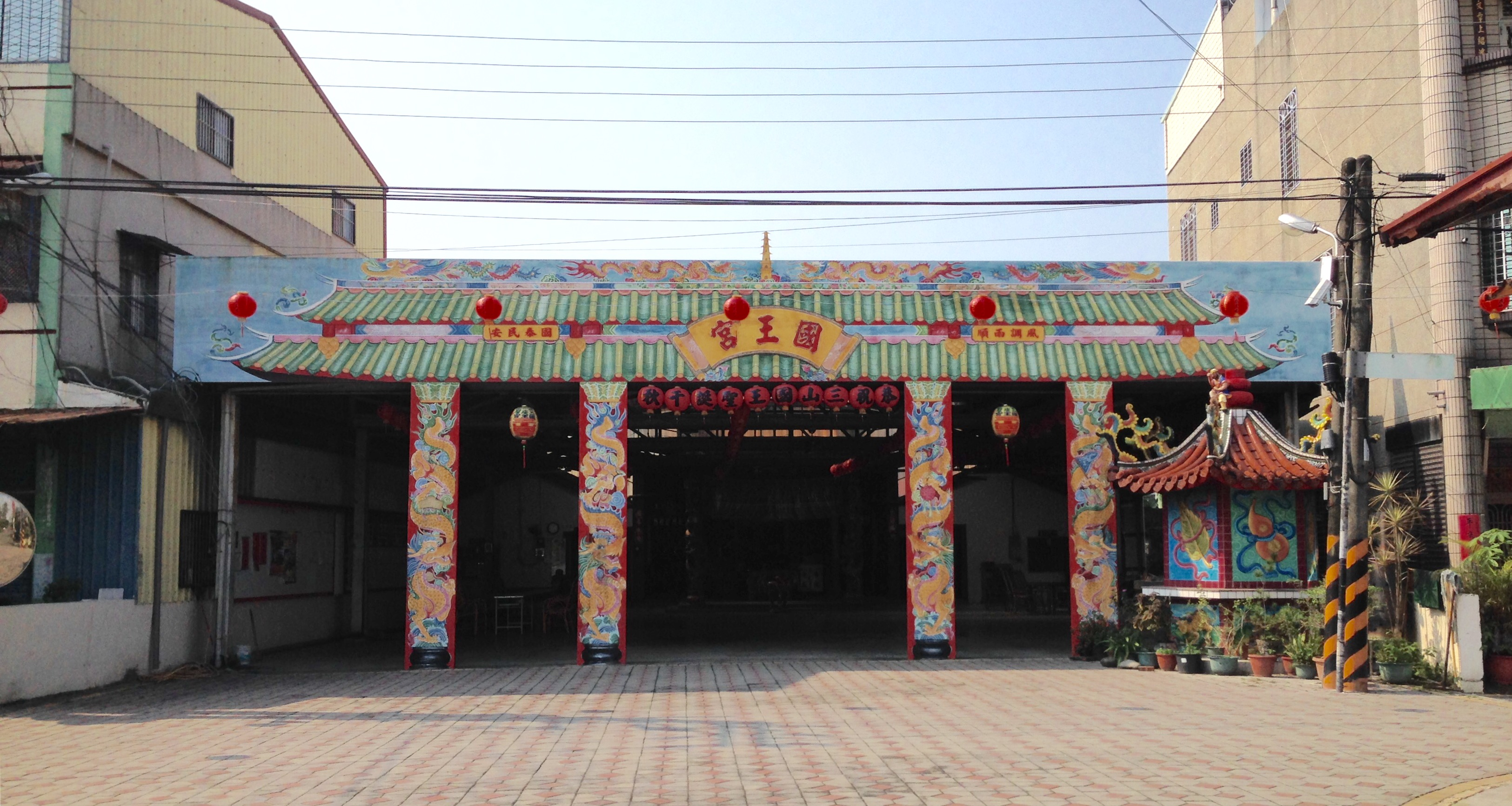
長治三座屋國王宮
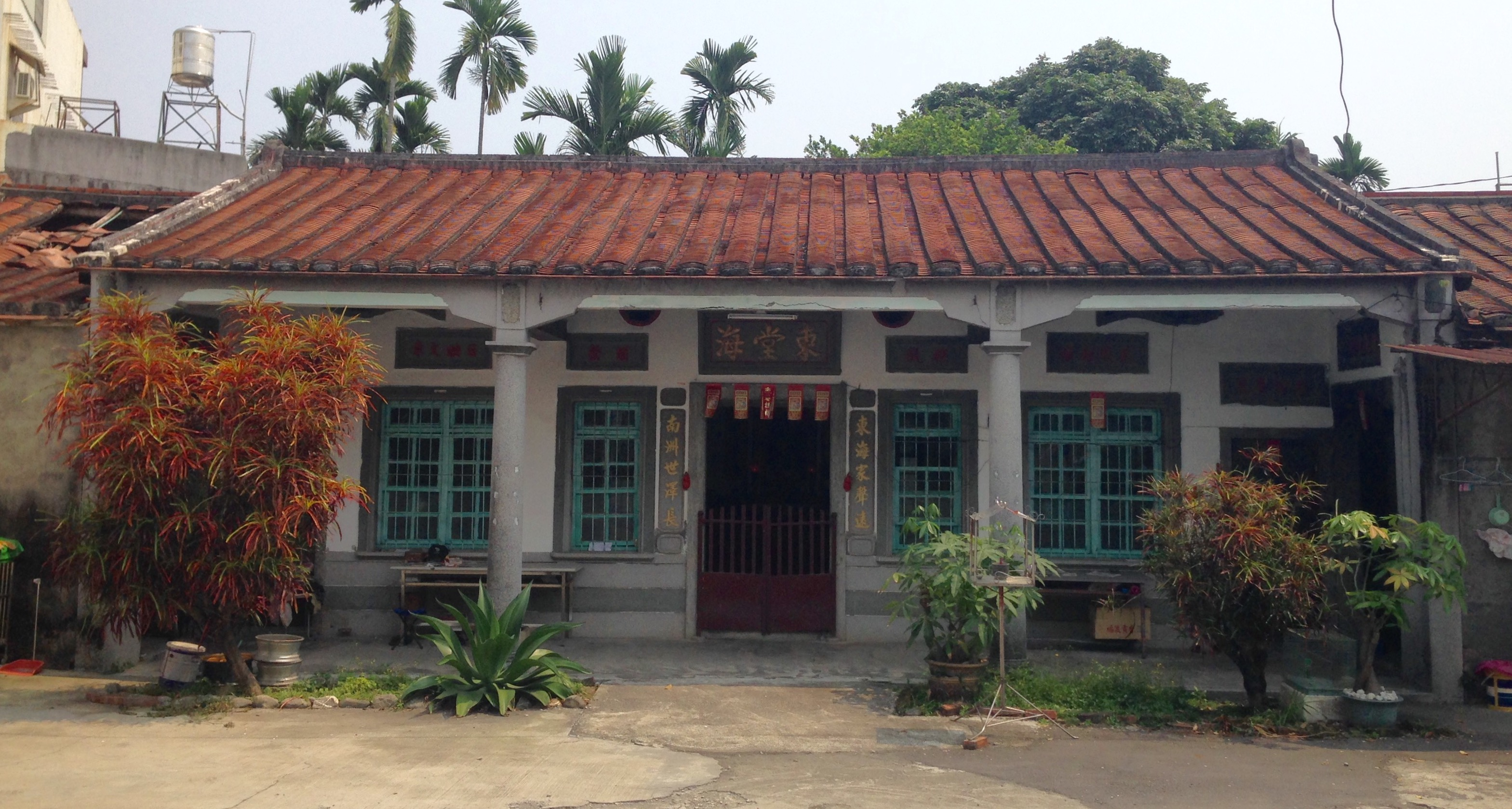
王爺奶奶娘家的東海堂
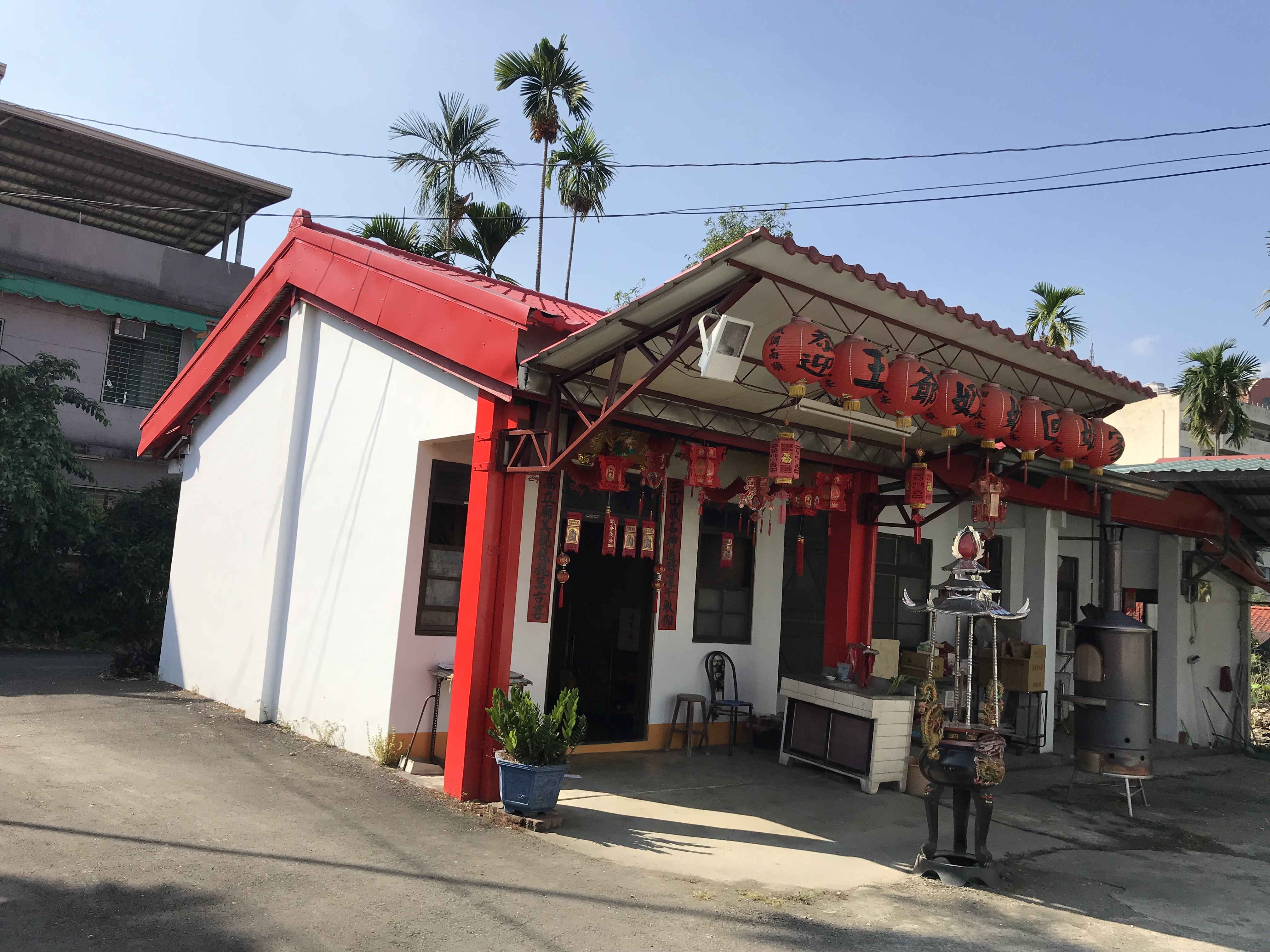
麟洛王爺奶奶廟
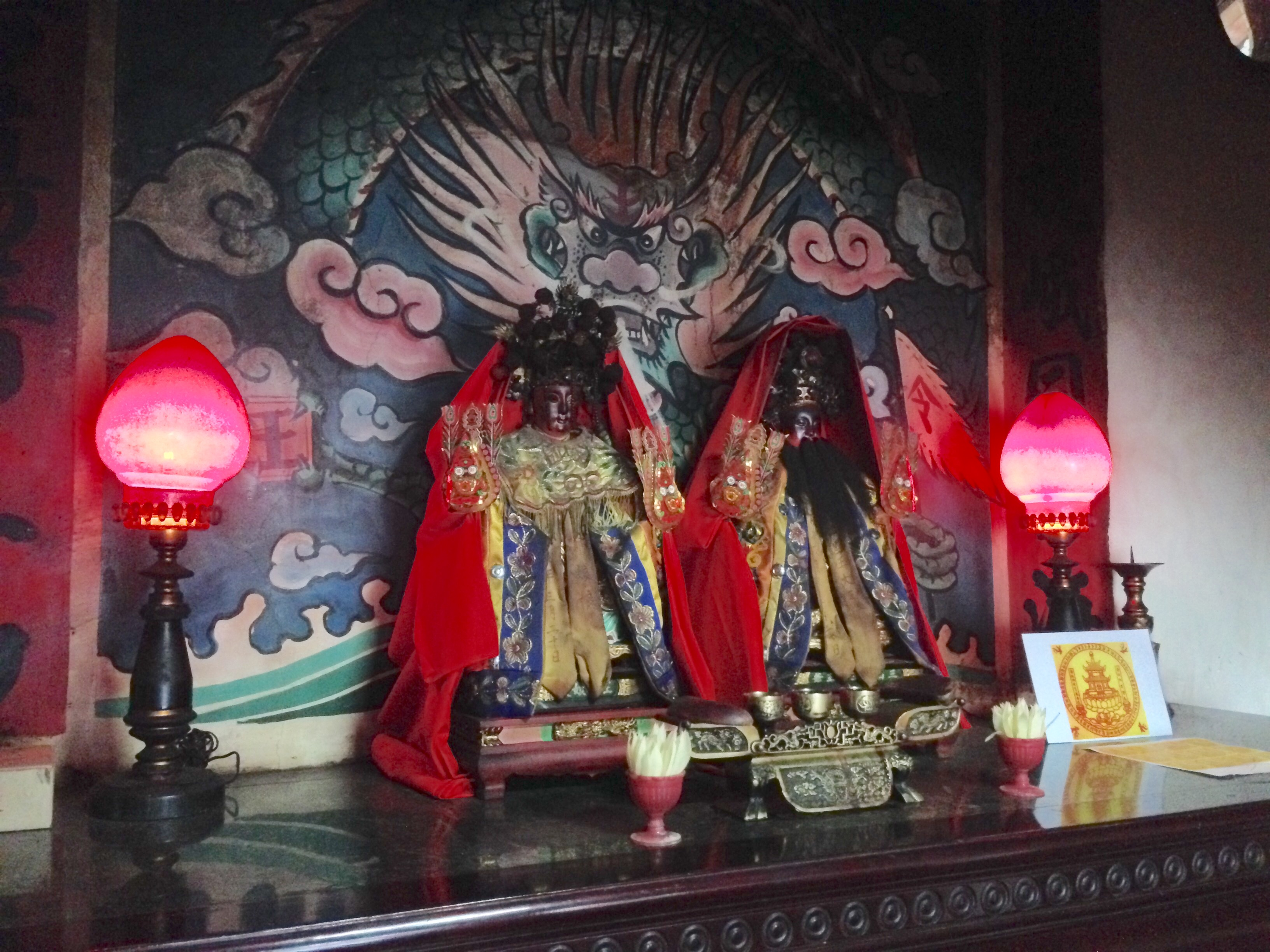
麟洛王爺奶奶廟神像

此傳說名為「九如大王爺娶麟洛徐氏女」，在1905年9月3日的《臺灣日日新報》就有刊登，題名為〈偶像娶婦之誌奇〉。其迎回娘家的習俗稱為「王爺奶奶回娘家」、「九如王爺奶轉後頭」、「麟洛老姑婆轉妹家」。學者認為這種習俗是兩地客家人聯盟的方式，導致同處在隘寮溪流域上下游的不少客語聚落，亦會參與到該廟的拜祭活動，如同治五年（1866年）該廟重修時，便還有前堆麟洛庄，右堆大路關、東振新、下武洛等客家聚落曾參與，後來六堆諸多清後期建立的三山國王廟，包括佳冬、新埤、內埔、萬巒、高樹等地，都有廟宇號稱由此分香，顯示出其統合策略成功。過去麟洛與九如間有河川橫隔，麟洛人搭竹筏時如遇到九如人經營之渡口，只要表明是麟洛人即可免費搭乘。還有一句用來表示兩地感情的諺語：「麟洛母舅，九如親家。」閩南人移入九如後仍祭拜三山國王，並將相關習俗延續。
在海豐三山國王廟則傳說九如三山國王廟與海豐三山國王廟同為分靈，但前者設有乩童，後者沒有，而每次當九如三山國王廟的三王乩童起乩時，都會出現跛腳現象。是因為九如三山國王娶妻，引起海豐三王靈體不滿遂用劍砍傷九如王爺的靈體。
2003、2004年，九如三山國王廟擴大舉行文化祭。2014年，屏東縣府將此傳說活動列入縣定文資民俗活動。2016年，以主祭身分參加的屏東縣長潘孟安讚賞此民俗活動跨越了閩南、客家兩大族群，也跨越了九如、長治與麟洛三地，深具族群和解與共存共榮的時代意義。
2007年3月5日，廟方舉辦舉行神明遶境，其受雇三萬六千元的陣頭與民眾發生群架，導致一人死亡，後來法院判決廟方應負連帶賠償，判決六名被告與廟方應賠償三百廿六萬餘元。

## 外部連結
- 九如三山國王廟的Facebook專頁